# Mesochorus testaceus
Mesochorus testaceus là một loài tò vò trong họ Ichneumonidae.